# يوهان الثاني (كونت بالاتينات-تسفايبروكن)
يوهان الثاني الأصغر (26 مارس 1584 - 9 أغسطس 1635)؛ كان دوق تسفايبروكن منذ 1604 وفاته، وفضلاً عن ذلك كان الوصي على الناخب فريدرش الخامس، وأيضا كان أحد المطالبين في حرب خلافة يوليش.

## السيرة الذاتية
ولد يوهان في بيرغتسابرن عام 1584 باعتباره الابن الأكبر لوالديه يوهان الأول كونت بالاتينات-تسفايبروكن وزوجته ماغدالينه من يوليش-كليفه-برغ، خلف والده منذ عام 1604 وفي عام 1606 استعاد ملكية بيشفايلر في الألزاس لأسرته من فلاخ فون شوانزنبرغ، وفي عام 1611 نفذ وصية والده الراحل بحيث أعطى أخوته الصغار فريدرش كازيمير ويوهان كازيمير مناطق لاندسبيرغ ونيوكاستيل على التوالي، واحتفظ بملكيته الخاصة حول منطقة تسفايبروكن.
منذ عام 1610 حتى عام 1612 كان وصيًا على فريدرش الخامس ناخب بالاتينات، خلال هذه الوظيفة أصبح لفترة وجيزة نائب الإمبراطور الروماني المقدس رودولف الثاني في عام 1612، وقام بسك العملات المعدنية مع النسر الإمبراطوري ذي الرأسين على ظهره.
توفي يوهان عام 1635 في ميتس ودُفن بجوار أسلافه من أسرته في سرداب كنيسة ألكسندر في تسفايبروكن، وخلفه ابنه فريدرش.

## الأسرة والأطفال
تزوج يوهان أولاً من كاثرين دي روهان (20 يونيو 1578 - 10 مايو 1607)؛ ابنة رينيه الثاني فيسكونت روهان في 26 أغسطس 1604 ولديهم ابنة واحدة:-
1. ماغدالينه كاثرين (26 أبريل 1607 - 20 يناير 1648)؛ تزوجت من ابن عمها كريستيان الأول كونت بالاتينات-بيركينفيلد-بيشفايلر، لهم ذرية فهما سلف ملوك بافاريا.

تزوج يوهان ثانيةً من قريبته لويز يوليانا (16 يوليو 1594 - 28 أبريل 1640)؛ ابنة فريدرش الرابع ناخب بالاتينات في 13 مايو 1612، وأنجبت له:
1. إليزابيث لويز يوليانا (16 يوليو 1613 - 29 مارس 1667)؛ راهبة في دير هرفورد.
2. كاثرين إليزابيث شارلوت (11 يناير 1615 - 21 مارس 1651)؛ تزوجت من قريبها فولفغانغ فيلهلم كونت بالاتينات-نيوبورغ، ليس لديهم أبناء.
3. فريدرش (5 أبريل 1616 - 9 يوليو 1661)؛ خليفته.
4. آن سيبيل (20 يوليو 1617 - 9 نوفمبر 1641).
5. يوهان لودفيغ (22 يوليو 1619 - 15 أكتوبر 1647).
6. يوليانا ماغدالينه (23 أبريل 1621-25 مارس 1672) ، تزوجت من ابن عمها فريدرش لودفيغ كونت بالاتينات-تسفايبروكن والذي أصبح لاحقاً خليفة ابنه، لديهم أبناء توفوا صغار.
7. ماريا أمالي (19 أكتوبر 1622 - 11 يونيو 1641).